# Ein Stück vom Mond
Ein Stück vom Mond ist eine US-amerikanische Filmkomödie aus dem Jahr 1933 von Elliott Nugent mit Claudette Colbert und Richard Arlen in den Hauptrollen. Der Pre-Code-Film wurde von Paramount Pictures produziert und basiert auf dem Theaterstück Three Cornered Moon von Gertrude Tonkonogy.

## Handlung
Seit dem Tode ihres Mannes unterstützt Nellie Rimplegar ihre Familie durch die Anlagen in der Mine Three Cornered Moon. Als die Mine keinen Gewinn mehr abwirft, müssen die Familienmitglieder Arbeit suchen. Tochter Elizabeth kümmert sich um die Finanzen und findet Arbeit in einer Schuhfabrik. Ihr Bruder Ed arbeitet als Leibwächter, Douglas als Schauspieler und Kenneth als Angestellter einer Anwaltskanzlei. Kenneth hofft, die Anwaltsprüfung zu bestehen und befördert zu werden.
Elizabeths Freund Ronald ist der etwas weltfremde Schriftsteller Ronald, der zur Familie Rimplegar zieht, sich aber nicht an der Finanzierung beteiligt. Der Familienfreund Dr. Alan Stevens, insgeheim in Elizabeth verliebt, zieht als Untermieter ein und zahlt pünktlich seine Miete. Alan vermittelt für Ronald eine Arbeit bei einem Verleger. Die Familie drängt den arbeitsscheuen Autor zum Vorstellungsgespräch. Auf dem Weg zum Termin begegnet er Kitty, die ihr Verlöbnis mit Kenneth gelöst hat, weil der arbeiten musst, anstatt mit ihr zu einer Party zu gehen.
Ed erleidet einen Schwächeanfall wegen Überarbeitung, erholt sich aber schnell wieder. Ronald kehrt zurück, er hat den Vorstellungstermin verpasst und will nun am vierten Kapitel seines Romans arbeiten. Kenneth besteht sein Examen. Nachdem Kitty zu Ronald gezogen ist, wird Elizabeth klar, dass sie schon immer Alan geliebt hat und entscheidet sich, ihn zu heiraten.

## Produktion

### Hintergrund
Gedreht wurde der Film in den Paramount-Studios in Los Angeles.
Der ursprünglich für die Rolle des Kenneth vorgesehene Jack Oakie wurde durch Wallace Ford ersetzt.

### Stab
Travis Banton war für das Kostümbild zuständig. Farciot Edouart und Gordon Jennings schufen die visuellen Effekte.

### Besetzung
In kleinen nicht im Abspann erwähnten Nebenrollen traten Clara Blandick und Joe Sawyer auf. Auch Regisseur Nugent hatte eine kleine Nebenrolle als Aktienhändler.

## Veröffentlichung
Die Premiere des Films fand am 8. August 1933 statt. In der Bundesrepublik Deutschland wurde er am 5. Mai 1984 im deutschen Fernsehen ausgestrahlt.

## Kritiken
Der Filmkritiken-Aggregator Rotten Tomatoes hat in einer Auswertung ein Publikumsergebnis von 33 Prozent positiver Bewertungen ermittelt.
Das Lexikon des internationalen Films schrieb: „Eine ausgelassene Depressionskomödie, die mit Aberwitz und Exzentrik, Romantik und Galgenhumor auf das Schreckgespenst der Wirtschaftskrise in den Vereinigten Staaten reagiert. Seinerzeit richtungsweisend für das Genre.“
Der Kritiker der The New York Times befand, der Film verdiene Aufmerksamkeit und bereite eine großzügige Portion Vergnügen.
Die Variety beschrieb den Film als amüsant aber niederschmetternd.

## Auszeichnungen
Der Film wurde 1933 vom National Board of Review/Top Ten Filme auf Platz 9 der Top-10-Filme des Jahres 1933 gewählt.